# Inzulinová pumpa
Inzulinová pumpa (IP) je přístroj pro aplikaci inzulinu určený převážně pro léčbu diabetu mellitu I. typu. Léčba kontinuální podkožní infuzí inzulinu inzulinovou pumpou nejvíce napodobuje přirozenou sekreci inzulinu, a proto je dosud nejlepší variantou diabetické léčby. Inzulin je aplikován kanylou, zavedenou nejčastěji do podkoží břicha. 
Moderní inzulinové pumpy jsou vybaveny inovativními funkcemi. Jednou z  hlavních je propojení s kontinuálním monitorováním glukózy (continuous glucose monitoring, CGM), které umožňuje pumpě reagovat na aktuální hladinu glukózy a dynamicky přizpůsobovat dávkování. Některé pumpy, známé jako hybridní uzavřené systémy, automaticky upravují bazální dávky podle dat z CGM a v některých případech i podávají korekční bolusy. Pumpy také umožňují programování různých rychlostí bazální infuze a individuální nastavení bolusových dávek podle množství sacharidů, aktuální hladiny glykemie nebo plánované fyzické aktivity.

## Léčba diabetu
Inzulinovou pumpou jsou trvale podávány mikrodávky inzulinu, které jsou nastaveny v softwaru IP. Správným rozložením bazální dávky se napodobuje přirozená bazální sekrece ne-diabetika. Sekrece inzulinu stimulovaná jídlem (tj. prandiální sekrece) je nahrazena bolusovými dávkami. Pro bolusové a bazální dávky je k dispozici v IP pouze jeden typ inzulinového analoga, jejichž doby účinku jsou tak krátké, že se téměř nepřekrývají. Poměr bolusové a bazální dávky inzulínu by měl být asi 1:1. IP dostává do těla inzulin skrz tzv. infúzní set, který je s pumpou spojen kanylou a který se musí každé 2–3 dny měnit. Infúzní set se zpravidla zavádí podkožně (subkutánně) do oblasti břicha, hýždí, stehen nebo horní části rukou.

### Výhody IP
- zpravidla snížení celkové dávky inzulinu
- zvýšení kvality života
- možnost uvolnění diabetického režimu (např. práce na směny)
- při správném nastavení IP omezení výskytu hypoglykemií
- odpadá píchání inzulinovými pery během dne
- vyšší diskrétnost oproti inzulinovým perům
- díky libovolné nastavitelnosti bazálu lze eliminovat negativní efekty dawn fenoménu (tj. zvyšování glykémie v brzkých ranních hodinách díky vylučování kontraregulačních hormonů)

### Nevýhody léčby IP
- nutnost neustálé přítomnosti IP
- při poruše IP nebo při ucpání kanyly je rychlejší rozvoj diabetické ketoacidózy, než u inzulinových per
- možné alergické reakce na infúzní sety
- dražší léčba než inzulinovými pery

## Rozdělení inzulinových pump

### S hybridní smyčkou / bez smyčky
Toto dělení odráží míru automatizace pump a jejich schopnost přizpůsobit dávkování inzulinu podle aktuální potřeby.
- Pumpa s hybridní smyčkou je pokročilý typ pumpy, propojený s kontinuálním monitorovacím systémem glukózy. Podle naměřených hodnot pomocí algoritmů automaticky upravuje bazální dávkování inzulinu. Přestože hybridní systém obvykle dál vyžaduje manuální zadávání bolusů před jídlem, pacienti díky němu mají lepší kontrolu nad hladinami glukózy. Systém jim tak pomáhá minimalizovat riziko hypoglykemie a hyperglykemie.

- Pumpa bez smyčky, tzv. standardní pumpa, automatickou úpravu dávkování podle hladiny glukózy v krvi nenabízí. Umožňuje přesné nastavení bazálních dávek a bolusů, ale vyžaduje manuální zásahy ze strany pacienta, který se řídí aktuálními hodnotami glykemie a odhaduje potřebnou dávku inzulinu.[1]

Pumpy s hybridní smyčkou přinášejí výrazně lepší výsledky v kompenzaci diabetu a redukci nežádoucích komplikací. Efektivně totiž napodobují přirozenou sekreci inzulinu a dynamicky reagují na změny hladiny glukózy v krvi. Přispívají tak ke zlepšení kompenzace diabetu a významně snižují riziko hypoglykemií, což je pro pacienty zásadní. Výrazně se tak zvyšuje i jejich doba strávená v cílovém rozmezí glykemie (time in range, TIR), což je důležitý ukazatel kvality kompenzace diabetu 
a ochrany před dlouhodobými komplikacemi. Tyto pumpy převážnou část regulace glukózy zajišťují automaticky, což pro pacienty znamená méně manuálních zásahů a méně času věnovaného monitorování a úpravám dávek. Každodenní péče o diabetes tak pro ně není tolik stresující ani časově náročná. Standardně by proto měly být pacientům předepisovány pumpy s hybridní smyčkou, pumpy bez smyčky již pouze výjimečně.

### Hadičkové / bezhadičkové
Inzulinové pumpy lze také rozdělit na hadičkové a bezhadičkové typy. 
- Hadičkové pumpy jsou tradiční modely, které se skládají z pumpy, infuzního setu a hadičky, která propojuje pumpu s podkožním katetrem. Tento typ pump umožňuje velmi přesné nastavení bazálních rychlostí i bolusových dávek a je flexibilní v dávkování inzulinu. Pumpu lze nosit například na opasku nebo v kapse, což je pohodlné, ale může být méně diskrétní a může hrozit zachycení hadičky při pohybu.

- Bezhadičkové pumpy, známé také jako patch pumpy (náplasťové pumpy), jsou přilepeny rovnou na kůži. Pumpa kombinuje inzulinový zásobník i infuzní set do jednoho zařízení, které pacient ovládá pomocí ovladače nebo mobilní aplikace. Bezhadičkové pumpy jsou velmi diskrétní a minimalizují riziko vytržení, což je výhodné pro aktivní pacienty. Nevýhodou může být omezený počet funkcí některých modelů a nutnost výměny celého zařízení po několika dnech.[1]

## Budoucnost inzulinových pump
Cílem vývoje je vytvořit „uzavřený okruh“ („closed loop“) – tj. bez nutnosti vnějšího zásahu. V souvislosti s vývojem uzavřeného okruhu se rovněž zvažuje vytvoření duální inzulinové pumpy, která by kromě inzulinu mohla do těla pacienta podávat i druhý hormon glukagon, který působí proti účinkům inzulinu a má za následek zvýšení hladiny glykemie. V uzavřeném systému, kde by se aplikace inzulinu i glukagonu řídila podle dat naměřených senzorem pro kontinuální měření glukózy, by možnost aplikace obou hormonů vedla ke zlepšení kompenzace pacienta. Na tomto principu je založen i vývoj umělé slinivky (APS – Artificial Pancreas System).
Výzkumníci se také zabývají vývojem ultrarychlých inzulinů. Tyto inzuliny tzv. druhé generace (Lyumjev, Fiasp) se v těle vstřebají mnohem rychleji, než v současnosti používané inzuliny jako jsou například Humalog, Novolog a Apidra, jejichž účinnost dosahuje vrcholu po zhruba 60 minutách od aplikace. Rychlejší doba nástupu účinnosti inzulinu vede k lepšímu pokrytí jídel, která pacient přijímá, a v případě hypoglykemie by se přerušení dodávky inzulinu projevilo rychleji na opětovném vzrůstu glykemie.